# 高良和武
高良 和武（こうら かずたけ、1921年2月9日 - 2019年1月30日）は、放射光科学を専門とする日本の物理学者。鹿児島市出身。東京大学及び高エネルギー加速器研究機構名誉教授。動力学X線回折理論の研究により、放射光科学と結晶学の発展に貢献した。また後年は、産学連携や高等教育におけるインターンシップ制度の推進にも尽力した。
フォトン・ファクトリー施設長、日本結晶学会会長、日本放射光学会会長、学校法人筑波研究学園理事長、総合科学研究機構理事長、日本インターンシップ学会会長を歴任した。

## 経歴
高良大社の宮司の家に生まれる。旧制鹿児島県立第一鹿児島中学校、旧制第七高等学校造士館、九州帝国大学理学部物理学科卒業。1955年9月26日、九州大学で理学博士の学位を取得した。
1955年9月から1957年12月まで、ドイツのフリッツ・ハーバー研究所に客員教授として滞在した。帰国後は東京大学教養学部から工学部へ、さらにその後高エネルギー加速器研究機構へと移っていった。
1972年から1973年まで、日本結晶学会の第11代会長を務め、名誉会員にも認定されている。
高エネルギー加速器研究機構では、日本初のエックス線領域の光を発生させることができる放射光施設であるフォトン・ファクトリーの創設に尽力した。1978年4月から1984年3月まで、フォトン・ファクトリー初代施設長を務めた。1988年、日本放射光学会の初代会長に就任した。1991年10月、応用物理学会功労会員に推薦された。2002年1月、フォトン・ファクトリー創設の功績が認められ、佐々木泰三及び冨家和雄と共に日本放射光学会の名誉会員に初めて認定された。
近藤次郎からの誘いを受けて、1987年の学校法人筑波研究学園の創設に関与した。1994年8月から2008年5月まで、総合科学研究機構の第2代理事長を務め、後に名誉理事長となった。両法人では、「産学協同」の理念が掲げられた。
1998年から、日本インターンシップ学会の初代会長を務め、後に名誉会長となった。2007年から、若手研究者の育成や研究交流の促進を図るため、優れた研究課題への研究助成を行う「高良記念研究助成」制度が開始した。
2019年1月30日、心不全により97歳で死去した。墓所は多磨霊園。

## 家族
- 妻・高良芳枝（1925-2018） - 東京芸術大学名誉教授。水戸高等学校 (旧制) 数学教師・内藤珍麿の娘として東京中野で生まれ[18]、東京音楽学校などで、永井進、ヨーゼフ・ローゼンシュトック、宇佐美ため、斎藤秀雄、安川加壽子らに師事、N響でピアニストを務め、1953年和武と結婚し、夫ともにベルリン滞在、帰国後東京芸大、桐朋学園などで教える[19][20]。
- 従兄・高良武久 - 医師。高良とみの夫

## 交流関係
ドイツ滞在中は、マックス・フォン・ラウエと深い交流があった。ドイツ滞在時に知り合った大賀典雄とは、帰国後も公私ともに交流があった。雨宮慶幸は教え子である。

## 著書

### 単著
- 『新しい大学』、STEP（1998年）、ISBN 4-915834-35-2
- 『未知への旅』、STEP（2002年）、ISBN 4-915834-47-6

### 共著
- 『材料科学講座 第1 (材料科学の基礎)』、近角聡信、橋口隆吉編、朝倉書店（1968年）、doi:10.11501/1373893
  - 第2章 結晶学（高良和武）
- 『X線回折技術 (物理工学実験 ; 10)』、高良和武、菊田惺志著、東京大学出版会（1979年）
- 『実験物理学講座 20』、近角聡信ほか共編、共立出版（1988年）、ISBN 4-320-03075-3
- 『インターンシップとキャリア : 産学連携教育の実証的研究』、高良和武監修、学文社（2007年）、ISBN 978-4-7620-1695-0

### 翻訳
- 『X線結晶学の理論と実際』、アンドレ・ギニエ著、理学電機図書出版社（1960年）、doi:10.11501/1378329
- 『X線結晶学の理論と実際 改訂版』、アンドレ・ギニエ著、理学電機図書出版社（1963年）、doi:10.11501/1379970